# Like a G6
Like a G6 – pierwszy singel amerykańskiego zespołu Far East Movement z albumu Free Wired. Utwór został nagrany wraz z duetem The Cataracs i piosenkarką Dev. Piosenka dotarła do 1 miejsca na prestiżowej liście Billboard Hot 100. Singiel również znalazł się w pierwszej dziesiątce na liście przebojów w Wielkiej Brytanii, Australii, Holandii, Tajlandii, Szwecji, Szwajcarii i Słowacji.

## Teledysk
Teledysk wyreżyserował Matt Alonzo, miał on swoją premierę miał 2 czerwca 2010 roku na stronie internetowej YouTube i VEVO.

## Lista utworów
- Digital Single

1. „Like a G6” (feat. The Cataracs & Dev) – 3:38

- CD Singel

1. „Like a G6” (feat. The Cataracs & Dev) – 3:38
2. „Like a G6” (Cahill Radio Edit) – 3:15

- Digital Remix EP

1. „Like a G6” (RedOne Remix) [feat. Mohombi, The Cataracs, & Dev] – 4:41
2. „Like a G6” (Disco Fries Remix) [feat. The Cataracs & Dev] – 5:33
3. „Like a G6” (Big Syphe Remix) [feat. The Cataracs & Dev] – 4:58
4. „Like a G6” (DJ Solarz Remix) [feat. The Cataracs & Dev] – 5:05
5. „Like a G6” (Ruxpin Remix) [feat. The Cataracs & Dev] – 6:52
6. „Like a G6” (Guy Furious Remix) [feat. The Cataracs & Dev] – 4:00
7. „Like a G6” (Fantastadon Remix) [feat. The Cataracs & Dev] – 5:23
8. „Like a G6” (DJ Taraspaz Remix) [feat. The Cataracs & Dev] – 4:49

- Trevor Simpson On Da Beat Remix Single

1. „Like a G6 Remix” – 4:55
2. „Like a G6 Remix Club Edit” – 5:11

## Notowania na listach przebojów
| Kraj/Region       | Lista (2010)                     | Najwyższa pozycja |
| ----------------- | -------------------------------- | ----------------- |
| Stany Zjednoczone | Billboard Hot 100                | 1                 |
| Nowa Zelandia     | Top 40 Singles                   | 1                 |
| Australia         | Top 50 Singles                   | 2                 |
| Belgia (Flandria) | Ultratop 50                      | 2                 |
| Belgia (Walonia)  | Ultratop 40                      | 2                 |
| Kanada            | Canadian Hot 100                 | 3                 |
| Stany Zjednoczone | Hot Dance Club Songs (Billboard) | 3                 |
| Stany Zjednoczone | Pop 100 (Billboard)              | 4                 |
| Holandia          | Top 40                           | 4                 |
| Wielka Brytania   | Singles Top 100                  | 5                 |
| Słowacja          | IFPI                             | 6                 |
| Szwecja           | Top 60 Singles                   | 7                 |
| Austria           | Singles Top 75                   | 8                 |
| Szwajcaria        | Singles Top 75                   | 10                |
| Irlandia          | Top 50 Singles                   | 12                |
| Francja           | Top 100 Singles                  | 14                |
| Niemcy            | Top 100 Singles                  | 15                |
| Finlandia         | Top 20 Singles                   | 15                |
| Unia Europejska   | European Hot 100 Singles         | 17                |
| Dania             | Tracklisten Top 40               | 19                |
| Czechy            | RADIO TOP100 Oficiální           | 28                |

### Certyfikaty
| Kraj          | Certyfikat |
| ------------- | ---------- |
| Australia     | platyna    |
| Nowa Zelandia | platyna    |
| Szwecja       | złoto      |

## Historia wydania
| Kraj            | Data              | Format           | Wytwórnia muzyczna                      |
| --------------- | ----------------- | ---------------- | --------------------------------------- |
| Wielka Brytania | 14 listopada 2010 | digital download | Cherrytree Records / Interscope Records |